# Rodt (Loßburg)
Rodt ist ein Ortsteil von Loßburg (Landkreis Freudenstadt in Baden-Württemberg).

## Geschichte
Rodt kam 1319 mit „Vogtei und Zubehör“ sowie dem Brühl bei Loßburg (Schlosswiesen) von Albrecht von Ehningen durch Verkauf an die Herren von Neuneck zu Glatt. Der Ort wurde damals Rode genannt. Mit dem Vogteiwald des Klosters Reichenbach hatte der Ort eine wesentlich größere Markung als Loßburg. Die abgegangene Burg im Steinbühl deutet auf ein weit höheres Alter. Siehe: Befestigungen.
1514 empörten sich wie in der Herrschaft Loßburg auch die Bauern in Rodt und schlossen sich dem Bauernaufruhr des „Armen Konrad“ an. Hans Schneck, Valentin Ungemach und Balthasar Schauder, alle drei „im Rode gesessen“ kamen ins Gefängnis nach Schloss Glatt und mussten am 13. Oktober 1514 Urfehde schwören „so des armen Contzen halp“. Danach wurden sie entlassen, mussten aber 21 Gulden Strafe zahlen. Eine Woche zuvor kamen Heinrich Wiest und Jacob Brunner „zu Glatt im Sloss im stock gelegen“ frei. Wiest wurde wegen besonderer Aktivitäten des Landes verwiesen. Die Gefangennahmen und die Auflagen bei der Entlassung (Urfehde) geschahen ohne Gerichtsurteil. Die Angehörigen der Beschuldigten drängten oft auf Urfehde, da ein Gerichtsurteil in der Regel viel strenger ausgefallen wäre.
1601 erwarb Herzog Friedrich von Württemberg von Wildhans von Neuneck zu Dettensee das Dorf Rodt. Dieses wurde der erste Amtsort des neu gegründeten Freudenstadt. 1619 verkaufte der Herzog von Württemberg die gesamten Hofgüter an 16 Rodter Bürger. Damit endete auch endgültig die alte Schlossherrlichkeit Rodt.
Jedoch dauerten Grenzstreitigkeiten zwischen den Herren von Glatt und Loßburg besonders wegen des Weiderechts bis 1728 weiter. Jetzt einigten sich Rodt und Loßburg schließlich gütlich zum Vorteil Rodts. Besondere Vorrechte hatten die Rodter im Reichenbacher Vogteiwald. Die Loßburger durften aber nach eingeholter Genehmigung für ihren eigenen Bedarf Holz schlagen.
1938 haben Landrat und Kreisleiter der NSDAP die Eingliederung Rodts in die Gemeinde Loßburg vollzogen.
Im Jahre 1991 wurden an der Lauter Spuren eines Bergbaus auf Rodter Markung entdeckt. Der einstige Stollen muss älter sein als der in Wittendorf.

## Befestigungen
Aus früh- oder hochmittelalterlicher Zeit ist eine Wehranlage als Tiefenburg bekannt. Im Steinbühl beim Karrenweg wird sie später Burgstall (= Stelle einer abgegangenen Burg) genannt. Unterhalb des Karrenweges ist noch ein Halsgraben zu sehen.
Beim Schlossgässle auf der Anhöhe von Rodt errichteten die Herren von Neuneck zu Glatt ein Schloss. Es lag zu damaliger Zeit an einer wichtigen Durchgangsstraße von Alpirsbach über Schömberg und Ödenwald (bei der Sandwiese Dornstetter Steige   genannt) nach Rodt und von dort über den Karrenweg (= Fahrstraße) nach Dornstetten. Eine ausführliche Dorf- und Markungsbeschreibung stammt aus dem Jahre 1483.

## Religion
Nach Einführung der Reformation in der Herrschaft Loßburg (1538 abgeschlossen) wollten die Rodter katholisch bleiben. Da diese aber weiter an die nun evangelische Pfarrei Lombach zinspflichtig waren, fehlte den Rodter Bürgern das Geld für den Unterhalt eines eigenen katholischen Pfarrers. Erst im Jahre 1574 gewährte der Herzog von Württemberg nach jahrzehntelangem Disput mit dem katholischen Landesherrn von Rodt, Heinrich von Neuneck, und den Rodter Bauern 20 Gulden jährlich für den Unterhalt eines katholischen Geistlichen. Für das Gehalt las der Pfarrer aus Leinstetten jeden zweiten oder dritten Sonntag eine Messe in der Jakobskirche Rodt. An den anderen Sonntagen besuchten die Rodter den evangelischen Gottesdienst in Loßburg. Die Toten wurden auf dem Friedhof in Loßburg beerdigt. Ihre Kinder ließen die Rodter in der evangelischen Kirche Lombach taufen.
Nachdem Rodt 1601 württembergisch und der erste Amtsort von Freudenstadt geworden war, wurde Rodt der evangelischen Pfarrei Lombach inkorporiert. Dies dürfte jetzt den Rodtern nicht mehr schwergefallen sein, beteiligten sie sich doch seit langem am evangelischen Kultus in Loßburg.
Kommerzienrat Breuninger aus Stuttgart, der hier das Landgut und Ferienheim Hohenrodt für seine Bediensteten besaß, plante schon vor dem Ersten Weltkrieg ein Gemeindehaus mit einem Betsaal und einer Kinderschule, denn der Zustand des Rodter Kirchleins war unzumutbar geworden. Der Krieg verzögerte das Unternehmen. Doch am 4. September 1921 konnte das neue Gemeindehaus eingeweiht werden. 1931/32 wurde das baufällig gewordene Jakobuskirchlein abgetragen.

## Verkehr
In Rodt befindet sich der Haltepunkt „Loßburg-Rodt“ an der Bahnstrecke Eutingen im Gäu–Schiltach.